# Initiation (film, 2009)
Pour les articles homonymes, voir Initiation (homonymie).
Pour plus de détails, voir Fiche technique et Distribution.
Initiation (titre original : Blutsfreundschaft) est un film autrichien réalisé par Peter Kern et sorti en 2009.

## Synopsis
(mars 2019).
Le contenu est difficilement compréhensible vu les erreurs de traduction, qui sont peut-être dues à l'utilisation d'un logiciel de traduction automatique.
Gustav Tritzinsky, quatre-vingts ans, tient à Vienne une blanchisserie depuis des décennies. Il vit dans un appartement au-dessus avec un trans appelé Jacob. Une nuit, Gustav soupçonne un cambrioleur, qui, fuyant bientôt la police, se blesse. Il s'agit d'un jeune homme nommé Axel, qui a rejoint les néo-nazis, avant de se voir contraindre par eux de poignarder un travailleur social. Gustav le prend dans ses bras, lui propose de le soigner et lui offre un lit.
Pendant ce temps, dans des flashbacks, on apprend comment l'homosexuel Gustav a trahi son ami dans les Jeunesses hitlériennes et l'a ainsi envoyé dans le camp de concentration où il devait mourir.
Peu de temps après, Gustav découvre ce qu'Axel a fait, mais il veut lui donner une seconde chance. Il laisse Axel, qui a été mis à la porte de sa maison par son beau-père, emménager chez lui, et lui confie un travail dans sa blanchisserie. Cependant, dès qu'il s'aperçoit qu'Axel continue de se rendre à des réunions avec des néo-nazis, et qu'il se montre ingrat envers lui, il le jette à la porte.
Lorsque les néo-nazis sont pris pour cibles par la police, ils veulent battre Gustav, parce qu'ils le soupçonnent de les avoir dénoncés à partir des informations d'Axel, qu'ils prennent pour un mouchard. Au moyen d'une campagne d'affichage, ils qualifient Gustav de « dangereux », parce qu'il est homosexuel. Gustav se barricade alors dans son appartement et quand il voit ses fenêtres brisées, et que lui-même est insulté par des chants, il veut se pendre. Mais Axel arrive à la dernière seconde et fait irruption dans la pièce pour sauver Gustav. Axel s'excuse mais Gustav meurt quelques minutes plus tard dans ses bras. Pendant ce temps, une contre-manifestation se forme dans la rue devant la maison de Gustav, et les néo-nazis doivent finalement libérer la place.

## Fiche technique
- Titre : Initiation
- Titre original : Blutsfreundschaft
- Réalisation : Peter Kern
- Scénario : Peter Kern
- Musique : Boris Fiala, Andreas Hamza
- Direction artistique : Hannes Salat assisté de Ramses Ramsauer et de Ronald Unterberger
- Costumes : Maurizio Giambra
- Photographie : Peter Roehsler
- Son : Odo Grötschnig (de)
- Montage : Petra Zöpnek
- Producteurs : Die Katze Farkas, Franz Novotny (de)
- Société de production : Novotny & Novotny Filmproduktion
- Société de distribution : Stadtkino Verleih
- Pays de production :  Autriche
- Langue : allemand
- Format : Couleur - 1,85:1 - Mono - 35 mm
- Genre : Drame
- Durée : 95 minutes
- Dates de sortie :
  -  Autriche : 5 novembre 2009.

## Distribution
- Helmut Berger : Gustav Tritzinsky
- Harry Lampl (de) : Axel
- Melanie Kretschmann (de) : Jacob Ostermann / Christina Thürmer
- Michael Steinocher (de) : Lippi
- Manuel Rubey : Snoopy
- Matthias Franz Stein (de) : Wolfi
- Oliver Rosskopf : Peter
- Jazz Gitti: La Papesse
- Christopher Schärf (de) : Erich
- Alexander Jagsch (de) : Le chauffeur
- Heribert Sasse : Willy

## Distinctions
- Berlinale 2010, sélection Panorama[1].